# ای‌جی‌ام-۸۶
اِی‌جی‌اِم-۸۶ (به انگلیسی: AGM-86 ALCM) (مخفف: ALCM) یک موشک کروز زیرصوت آمریکایی است که توسط بوئینگ ساخته شده و توسط نیروی هوایی ایالات متحده استفاده می‌شد. این موشک، برای افزایش کارایی و بقای بمب‌افکن راهبردی بوئینگ بی-۵۲ استراتوفورترس ساخته شده‌است. این موشک، دفاع هوایی نیروهای دشمن را به خود مشغول می‌کند تا بمب‌افکن در حال عملیات، امنیت بیشتری داشته باشد.
این طرح، به‌عنوان یک هواپیمای بدون سرنشین دوربرد آغاز شد که به‌عنوان یک طعمه عمل می‌کرد و تمرکز دفاع هوایی شوروی را از بمب، افکن‌ها منحرف می‌کرد. با ظهور جنگ‌افزارهای هسته‌ای سبک‌وزن جدید در دهه ۱۹۶۰، این وسیله با هدف حمله به سایت‌های موشکی و رادار در مرحلهٔ پایانی پرواز خود، دچار تغییر و بهینه‌سازی شد. توسعهٔ بیشتر این موشک، برد آن را چنان گسترش داد که به‌عنوان سلاحی پدیدار شد که به بی-۵۲ها اجازه می‌داد حملات خود را در حالی که هنوز کاملاً خارج از حریم هوایی شوروی بودند انجام دهند و دفاع هوایی دشمن، با صدها هدف کوچک در حال پرواز که دیدن آن‌ها در رادار بسیار دشوار بود، مشغول شود.
ALCM چنان توانایی‌های بمب‌افکن‌های ایالات متحده را بهبود بخشید که شوروی فناوری‌های جدیدی را برای مقابله با این جنگ‌افزار، توسعه داد. از جمله هواپیماهای هشدار اولیه هوابرد (آواکس) و سلاح‌های جدیدی مانند میگ-۳۱ و سامانه موشکی تور که به‌طور خاص برای سرنگونی این موشک سخته شده بود. نیروی هوایی ایالات متحده با توسعه اِی‌جی‌اِم-۱۲۹ به این موضوع پاسخ داد که دارای قابلیت‌های رادارگریز بود. پایان جنگ سرد و هزینه‌های بالای این برنامه، منجر به کاهش سرعت توسعهٔ این برنامه شد.
نمونه‌هایی از ای‌جی‌ام-۸۶ در موزه ملی هوافضای اسمیتسونین، در نزدیکی واشینگتن، دی.سی. به نمایش گذاشته شده‌است

## طرح

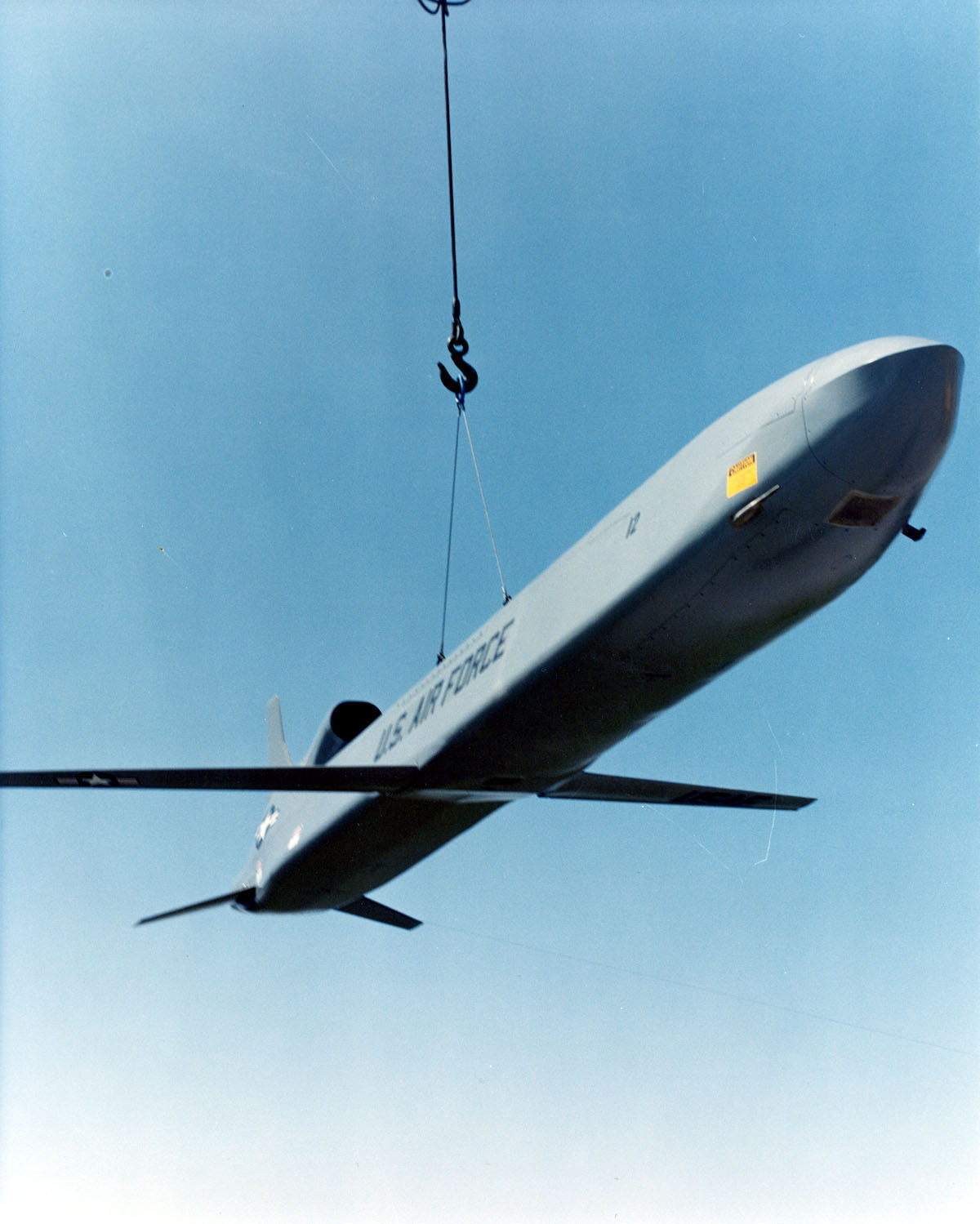
حداکثر ۲۰ موشک ای‌جی‌ام-۸۶بی را می‌توان بر روی یک بمب‌افکن بی-۵۲ بارگذاری کرد.

تمام انواع موشک ای‌جی‌ام-۸۶ توسط یک موتور جت توربوفن ویلیامز اِف۱۰۷ که آن را با سرعت‌های مادون صوت پایدار به حرکت درمی‌آورد و می‌تواند از هواپیما در ارتفاعات بالا و پایین پرتاب شود، نیرو می‌گیرد. این موشک، پس از پرتاب، بال‌های تا شده، سطوح دم و ورودی موتور خود را باز می‌کند.
وجود نسخه‌های مختلف موشک‌های ای‌جی‌ام-۸۶بی/سی/دی، انعطاف‌پذیری را در انتخاب هدف، افزایش می‌دهند. موشک‌های ای‌جی‌ام-۸۶بی را می‌توان در تعداد زیاد توسط بمب‌افکن از هوا پرتاب کرد. بمب‌افکن‌های بی-۵۲اِچ دارای حداکثر ظرفیت ۲۰ موشک از این نوع است.
نیروی پدافندی دشمن باید به هر یک از موشک‌ها به صورت جداگانه حمله کند و دفاع در برابر آن‌ها پرهزینه و پیچیده‌است. پدافند دشمن بیشتر به‌دلیل ابعاد کوچک و قابلیت پرواز در ارتفاع پایین این موشک، که شناسایی آن را در رادار دشوار می‌کند، با مشکل مواجه می‌شود.

## پیشینهٔ عملیاتی
نسخهٔ CALCM این موشک، در ژانویهٔ ۱۹۹۱ و همزمان با آغاز عملیات طوفان صحرا عملیاتی شد. هفت فروند بی-۵۲جی، از پایگاه هوایی بارکسدال ۳۵ موشک را به‌سوی نقاط تعیین شده توسط ستاد فرماندهی مرکزی ایالات متحده برای حمله به اهداف با اولویت بالا در عراق پرتاب کردند.
استفادهٔ بعدی این موشک‌ها در سپتامبر ۱۹۹۶ و در پاسخ به ادامهٔ خصومت‌های حکومت عراق علیه کردها در شمال عراق، انجام شد. نیروی هوایی ایالات متحده، ۱۳ فروند CALCM را در یک حمله مشترک با نیروی دریایی پرتاب کرد.
CALCM همچنین در عملیات روباه صحرا در سال ۱۹۹۸، بمباران یوگسلاوی توسط ناتو در سال ۱۹۹۹ و عملیات آزادی عراق در سال ۲۰۰۳ مورد استفاده قرار گرفت.
CALCM در ۲۰ نوامبر ۲۰۱۹ بازنشسته شد و با ای‌جی‌ام-۱۵۸ جی‌ای‌اس‌اس‌ام در نقش ضربتی معمولی جایگزین شد.